# Álex Quiñónez
Álex Leonardo Quiñónez Martínez (11. srpna 1989 Esmeraldas – 22. října 2021 Guayaquil) byl ekvádorský lehkoatletický reprezentant, specialista na sprinty. Na iberoamerickém mistrovství v atletice v roce 2012 vyhrál běh na 100 metrů a 200 metrů. Ve finále běhu na 200 metrů na Letních olympijských hrách 2012 obsadil sedmé místo, Závod vyhrál Usain Bolt, Quiñónez se stal ekvádorským národním hrdinou. V roce 2013 vyhrál mistrovství Jižní Ameriky v atletice i Bolívarské hry na 100 metrů i 200 metrů. Na mistrovství Jižní Ameriky v atletice 2015 zvítězil v běhu na 100 metrů a ve štafetě 4×100 metrů. Na Jihoamerických hrách v roce 2018 vyhrál na 200 metrů a byl druhý na 100 metrů. Na Panamerických hrách 2019 získal zlatou medaili na 200 metrů a na mistrovství světa v atletice bronzovou medaili na stejné trati. Je držitelem ekvádorských rekordů na 60 m (6,66 s), 100 m (10,09 m), 200 m (19, 87 s) a 400 m (46, 28 s).
Byl zastřelen 22. října 2021 na ulici ekvádorského přístavního města Guayaquilu, okolnosti smrti jsou předmětem vyšetřování.